# Tlaxcala Fútbol Club
Il Tlaxcala Fútbol Club, meglio noto come Coyotes de Tlaxcala, è una società calcistica messicana con sede a Tlaxcala de Xicohténcatl. Milita nella Liga de Expansión MX, la seconda divisione calcistica del Messico.

## Storia
In vista del torneo di Apertura 2014 di Segunda División le Linces de Tlaxcala si trasferirono ad Acapulco andando a riformare l'Inter de Acapulco. Contemporaneamente le Águias Reales de Zacatepec spostarono la propria franchigia nella città di Tlaxcala de Xicohténcatl fondando una nuova società denominata Tlaxcala Fútbol Club. Il 13 agosto la nuova squadra, soprannominata Coyotes venne presenta ufficialmente.
Fin dalla sua prima stagione si ritagliò un ruolo importante in terza divisione, raggiungendo la semifinale di Liguilla nel torneo di andata 2014 ed i quarti di finale nella Clausura 2015, venendo eliminato rispettivamente da Cimarrones e Loros. Nel torneo di Apertura 2015 riuscì a raggiungere la finale di Liguilla dopo aver concluso il tabellone principale in prima posizione ma dovette arrendersi al Potros UAEM vittorioso per 1-0 nel computo del doppio confronto. Nel semestre seguente invece si fermò ai quarti di finale, sconfitto del Murciélagos.
Nel torneo di Apertura 2016 si qualificò nuovamente per la Liguilla terminando al quinto posto la classifica generale. Nel torneo valido per l'assegnazione del titolo sconfisse Santos de Soleded e Cuervos JAP prima di presentarsi in finale contro l'Irapuato, che sconfisse ai calci di rigore dopo che entrambe le sfide si conclusero in parità con il punteggio di 3-3 e 2-2. Il torneo di Clausura 2017 ebbe un analogo epilogo, con il club che ebbe la meglio di Inter Playa e Reboceros nelle prime fasi dei playoff, per poi sconfiggere nuovamente l'Irapuato in finale. Pur avendo diritto ad un posto in Liga de Ascenso senza passare per lo spareggio finale avendo vinto entrambi i tornei dell'annata 2016-2017, non riuscì a soddisfare i requisiti finanziari e strutturali per accedere alla categoria superiore, ripartendo dalla quarta divisione.
Contrariamente alle attese nella stagione 2017-2018 non riuscì a centrare la promozione sul campo, perdendo la finale del torneo di Apertura contro lo Yalmakan e mancando la qualificazione alla Liguilla nel torneo seguente. Fu tuttavia ammesso alla Serie A d'ufficio al termine della stagione.
Il 17 luglio 2020 fu ammesso alla Liga de Expansión MX, nuovo secondo livello calcistico dopo l'abolizione dell'Ascenso MX, ottenendo la prima promozione della sua storia dopo che vi dovette rinunciare alcuni anni prima per problemi finanziari.

## Palmarès

### Competizioni nazionali
- Campionato messicano di terza divisione: 2

2016 (A), 2017 (C)

### Altri risultati
- Campionato messicano di terza divisione

Finalista: 2015 (A)

## Organico

### Rosa 2020-2021
| N. |                    | Ruolo | Calciatore         |
| -- | ------------------ | ----- | ------------------ |
| 1  | Messico (bandiera) | P     | Octavio Paz        |
| 2  | Messico (bandiera) | D     | César Cercado      |
| 3  | Messico (bandiera) | C     | Édgar Reyes        |
| 4  | Messico (bandiera) | D     | Fernando Ramírez   |
| 5  | Messico (bandiera) | D     | Pedro Hermida      |
| 6  | Messico (bandiera) | C     | Alejandro Garibay  |
| 7  | Messico (bandiera) | C     | Jorge Zárate       |
| 8  | Messico (bandiera) | C     | Ricardo Martínez   |
| 9  | Messico (bandiera) | A     | Diego Gama         |
| 10 | Messico (bandiera) | C     | Francisco Uscanga  |
| 11 | Messico (bandiera) | A     | Luis Razo          |
| 12 | Messico (bandiera) | P     | Juan Pablo Jiménez |
| 13 | Messico (bandiera) | C     | Carlos López       |
| 14 | Messico (bandiera) | C     | Josué Rivera       |

| N. |                        | Ruolo | Calciatore       |
| -- | ---------------------- | ----- | ---------------- |
| 15 | Stati Uniti (bandiera) | D     | Gabriel Báez     |
| 16 | Messico (bandiera)     | C     | Roberto Alderete |
| 17 | Messico (bandiera)     | C     | Jorge Jiménez    |
| 18 | Messico (bandiera)     | D     | Víctor Mora      |
| 19 | Messico (bandiera)     | C     | Luis González    |
| 20 | Messico (bandiera)     | A     | José Ángel López |
| 21 | Messico (bandiera)     | C     | Andrés Pérez     |
| 22 | Messico (bandiera)     | C     | Brian López      |
| 23 | Messico (bandiera)     | C     | Rodrigo de Dios  |
| 24 | Messico (bandiera)     | C     | Gabriel Lozano   |
| 25 | Messico (bandiera)     | C     | José Tehuitzil   |
| 26 | Messico (bandiera)     | P     | Ángel Rascón     |
| 27 | Paraguay (bandiera)    | A     | Julio Doldán     |
| 28 | Messico (bandiera)     | C     | Diego Crosa      |